# Spielvereinigung Unterhaching 2011-2012
Questa voce raccoglie le informazioni riguardanti la Spielvereinigung Unterhaching nelle competizioni ufficiali della stagione 2011-2012.

## Stagione
Nella stagione 2011-2012 l'Unterhaching, allenato da Heiko Herrlich, concluse il campionato di 3. Liga al 15º posto. In Coppa di Germania l'Unterhaching fu eliminato al secondo turno dal Bochum.

## Rosa
| N. |                        | Ruolo | Calciatore            |
| -- | ---------------------- | ----- | --------------------- |
| 3  | Germania (bandiera)    | D     | Michael Stegmayer     |
| 3  | Germania (bandiera)    | D     | Alexander Winkler     |
| 4  | Germania (bandiera)    | D     | Patrick Ziegler       |
| 5  | Germania (bandiera)    | D     | Yasin Yılmaz          |
| 6  | Germania (bandiera)    | A     | Stephan Thee          |
| 7  | Marocco (bandiera)     | A     | Abdenour Amachaibou   |
| 8  | Brasile (bandiera)     | C     | Minorelli             |
| 9  | Paesi Bassi (bandiera) | A     | Mijo Tunjić           |
| 11 | Germania (bandiera)    | A     | Florian Niederlechner |
| 12 | Germania (bandiera)    | P     | Stefan Riederer       |
| 13 | Germania (bandiera)    | A     | Valon Kadrijaj        |
| 14 | Germania (bandiera)    | C     | Valentin Hauswirth    |
| 15 | Germania (bandiera)    | C     | Yannic Thiel          |
| 17 | Germania (bandiera)    | D     | Jonas Hummels         |
| 18 | Germania (bandiera)    | D     | Maximilian Drum       |
| 20 | Germania (bandiera)    | C     | Marcel Avdić          |
| 21 | Croazia (bandiera)     | P     | Marijan Krasnic       |
| 21 | Germania (bandiera)    | A     | Roland Sternisko      |
| 22 | Germania (bandiera)    | P     | Korbinian Müller      |

| N. |                     | Ruolo | Calciatore                  |
| -- | ------------------- | ----- | --------------------------- |
| 23 | Germania (bandiera) | C     | Markus Schwabl              |
| 25 | Germania (bandiera) | P     | Matthias Luginger           |
| 26 | Germania (bandiera) | D     | Michael Hefele              |
| 27 | Germania (bandiera) | D     | Michael Vitzthum            |
| 28 | Turchia (bandiera)  | A     | Ömer Kanca                  |
| 29 | Germania (bandiera) | A     | Korbinian Vollmann          |
| 30 | Germania (bandiera) | C     | Sascha Bigalke              |
| 31 | Germania (bandiera) | A     | Lennart Hasenbeck           |
| 32 | Germania (bandiera) | C     | Alexander Buch              |
| 33 | Germania (bandiera) | P     | Sebastian Wolf              |
| 35 | Germania (bandiera) | D     | Kevin Hingerl               |
| 37 | Germania (bandiera) | A     | Emmanuel Krontiris          |
| 38 | Germania (bandiera) | A     | Roman Prokoph               |
| 39 | Germania (bandiera) | C     | Janik Haberer               |
| 41 | Germania (bandiera) | A     | Florian Rudy                |
| 42 | Germania (bandiera) | D     | Florian Bittner             |
| 44 | Germania (bandiera) | C     | Maximilian Bachl-Staudinger |
|    | Germania (bandiera) | C     | Andreas Martin              |

## Organigramma societario
Area tecnica
- Allenatore: Heiko Herrlich
- Allenatore in seconda: Manuel Baum, Roman Týce
- Preparatore dei portieri: Wolfgang Kellner
- Preparatori atletici: Johannes Wieber

## Calciomercato

### Sessione estiva
| Acquisti | Acquisti              | Acquisti               | Acquisti |
| R.       | Nome                  | da                     | Modalità |
| -------- | --------------------- | ---------------------- | -------- |
| A        | Korbinian Vollmann    | Monaco 1860            |          |
| C        | Patrick Amrhein       | Eintracht Braunschweig |          |
| C        | Sascha Bigalke        | Hertha Berlino         |          |
| D        | Maximilian Drum       | Unterhaching II        |          |
| A        | Lennart Hasenbeck     | Unterhaching II        |          |
| D        | Jonas Hummels         | Unterhaching II        |          |
| P        | Matthias Luginger     | Rosenheim 1860         |          |
| A        | Florian Niederlechner | Ismaning               |          |
| A        | Roland Sternisko      | Monaco 1860 II         |          |
| P        | Sebastian Wolf        | Monaco 1860 U19        |          |

| Cessioni | Cessioni          | Cessioni          | Cessioni |
| R.       | Nome              | a                 | Modalità |
| -------- | ----------------- | ----------------- | -------- |
| D        | Stefan Alschinger | Buchbach          |          |
| C        | Orkan Balkan      | Orduspor          |          |
| P        | Maximilian Birner | Amberg            |          |
| D        | Andreas Brysch    | BC Aichach        |          |
| C        | Leandro Grech     | Aalen             |          |
| D        | Christian Hain    | Buchbach          |          |
| C        | Tim Jerat         | Arminia Bielefeld |          |
| A        | Sebastian Mützel  | Norimberga II     |          |
| A        | Marc Nygaard      | Helmond Sport     |          |
| D        | Thorsten Schulz   | Aalen             |          |
| C        | Roman Týce        | Unterhaching U17  |          |
| C        | Robert Zillner    | Greuther Fürth    |          |

### Sessione invernale
| Acquisti | Acquisti                    | Acquisti          | Acquisti |
| R.       | Nome                        | da                | Modalità |
| -------- | --------------------------- | ----------------- | -------- |
| C        | Maximilian Bachl-Staudinger | Eintracht Treviri |          |
| A        | Roman Prokoph               | Kapfenberger      |          |
| C        | Valentin Hauswirth          | Rosenheim 1860    |          |
| A        | Florian Rudy                | Villingen         |          |

| Cessioni | Cessioni        | Cessioni           | Cessioni |
| R.       | Nome            | a                  | Modalità |
| -------- | --------------- | ------------------ | -------- |
| C        | Patrick Amrhein | Bayern Alzenau     |          |
| D        | Filip Krstić    | FSV Francoforte II |          |

## Risultati

### 3. Liga

#### Girone di andata
| Arbitro: | Stieler |

|               |           |           |
| Güvenışık 19’ | Marcatori | 51’ Thiel |

| Arbitro: | Unger |

|            |           |                 |
| Tunjić 86’ | Marcatori | 49’ Schnatterer |

| Arbitro: | Kempter |

|                  |           |                                             |
| Costa 40’ (rig.) | Marcatori | 7’, 77’ Avdić 50’ Bigalke 82’ Niederlechner |

| Arbitro: | Aarnink |

|                        |           |                       |
| Tunjić 12’ Ziegler 67’ | Marcatori | 14’ Löning 29’ Schulz |

| Arbitro: | Göpferich |

|                                       |           |  |
| Thiel 6’ Tunjić 82’ Niederlechner 88’ | Marcatori |  |

| Arbitro: | Kunzmann |

|              |           |  |
| Kullmann 10’ | Marcatori |  |

| Arbitro: | Siewer |

|                                                                   |           |  |
| Tunjić 24’ Avdić 29’, 69’ Ziegler 30’ Niederlechner 86’ Kanca 87’ | Marcatori |  |

| Arbitro: | Dittrich |

|               |           |                          |
| Kauffmann 25’ | Marcatori | 34’ Tunjić 70’ Sternisko |

| Arbitro: | Thomsen |

|  |           |                      |
|  | Marcatori | 55’ Wagner 86’ Nagel |

| Arbitro: | Rohde |

|                         |           |            |
| Riemann 31’ Hemlein 34’ | Marcatori | 57’ Tunjić |

| Arbitro: | Seidel |

|               |           |           |
| Stegmayer 32’ | Marcatori | 76’ Tauer |

| Arbitro: | Sönder |

|           |           |  |
| Traut 89’ | Marcatori |  |

| Arbitro: | Kampka |

|           |           |  |
| Kanca 87’ | Marcatori |  |

| Arbitro: | Alt |

|                    |           |                  |
| Klos 9’ Dercho 76’ | Marcatori | 7’ Niederlechner |

| Arbitro: | Osmers |

|                                                              |           |                |
| Krontiris 13’ Sternisko 28’ Avdić 31’, 74’ Niederlechner 32’ | Marcatori | 41’ Bouhaddouz |

| Arbitro: | Göpferich |

|                                      |           |  |
| Schweinsteiger 42’ (rig.) Alibaz 86’ | Marcatori |  |

| Arbitro: | Sönder |

|            |           |                                     |
| Tunjić 21’ | Marcatori | 55’ Drexler 64’ Reichwein 68’ Manno |

| Arbitro: | Steinberg |

|                             |           |                   |
| Eberlein 29’ Adler 55’, 69’ | Marcatori | 49’ (rig.) Tunjić |

| Arbitro: | Schmickartz |

|                                           |           |                     |
| Thiel 32’ Krontiris 78’ (rig.) Yılmaz 87’ | Marcatori | 10’ Sökler 39’ Laux |

#### Girone di ritorno
| Arbitro: | Kunzmann |

|                                        |           |           |
| Niederlechner 66’ Krontiris 77’ (rig.) | Marcatori | 90’ Kluft |

| Arbitro: | Dittrich |

|                                       |           |               |
| Schnatterer 40’ Rühle 49’ Bagceci 90’ | Marcatori | 84’ Krontiris |

| Arbitro: | Bandurski |

|                         |           |  |
| Bigalke 47’ (rig.), 64’ | Marcatori |  |

| Arbitro: | Wingenbach |

|                      |           |              |
| Ulm 6’, 88’ Blum 70’ | Marcatori | 79’ Vollmann |

| Arbitro: | Blos |

|                                               |           |          |
| Fink 5’, 49’, 84’ Dobrý 25’ Garbuschewski 63’ | Marcatori | 81’ Thee |

| Arbitro: | Dittrich |

|               |           |                         |
| Amachaibou 8’ | Marcatori | 39’ Terranova 62’ Brown |

| Arbitro: | Alt |

|                   |           |  |
| Pichinot 17’, 50’ | Marcatori |  |

| Arbitro: | Helwig |

|            |           |                             |
| Tunjić 60’ | Marcatori | 20’ Hebisch 81’ Stroh-Engel |

| Arbitro: | Aarnink |

|         |           |                |
| Thy 33’ | Marcatori | 63’ Amachaibou |

| Arbitro: | Thomsen |

|                                                  |           |  |
| Amachaibou 9’, 49’ Bigalke 13’ Niederlechner 86’ | Marcatori |  |

| Arbitro: | Ittrich |

|                                          |           |           |
| Kachunga 6’, 21’ Latkowski 28’ Pauli 90’ | Marcatori | 77’ Avdić |

| Arbitro: | Gerach |

|           |           |            |
| Tunjić 3’ | Marcatori | 42’ Haller |

| Darmstadt 31 marzo 2012, ore 14:00 CEST 32ª giornata | Darmstadt   | 0 – 0 referto | Unterhaching | Stadion am Böllenfalltor (4 500 spett.)\| Arbitro: \| Schmickartz \| |
| Arbitro:                                             | Schmickartz |               |              |                                                                      |

| Arbitro: | Steinhaus-Webb |

|                                                        |           |  |
| Bigalke 45’, 83’ Amachaibou 62’, 84’ Niederlechner 82’ | Marcatori |  |

| Wiesbaden 10 aprile 2012, ore 19:00 CEST 34ª giornata | Wehen Wiesbaden | 0 – 0 referto | Unterhaching | BRITA-Arena (2 298 spett.)\| Arbitro: \| Helwig \| |
| Arbitro:                                              | Helwig          |               |              |                                                    |

| Arbitro: | Steinberg |

|                          |           |                         |
| Amachaibou 11’ Thiel 68’ | Marcatori | 10’, 37’ Klauß 61’ Hein |

| Arbitro: | Thomsen |

|                                   |           |            |
| Reichwein 2’ Pfingsten-Reddig 65’ | Marcatori | 45’ Hefele |

| Arbitro: | Aarnink |

|                                                    |           |  |
| Amachaibou 18’, 70’ Aupperle 40’ (aut.) Tunjić 61’ | Marcatori |  |

| Arbitro: | Osmers |

|                                             |           |                         |
| Wurtz 34’ Stiefler 37’ Özbek 38’ Ziemer 49’ | Marcatori | 26’ Prokoph 74’ Haberer |

### Coppa di Germania
| Arbitro: | Winkmann |

|                                             |           |                          |
| Sternisko 17’ Tunjić 47’ (rig.), 87’ (rig.) | Marcatori | 9’ Makiadi 74’ Reisinger |

| Arbitro: | Petersen |

|                    |           |                                                |
| Bigalke 66’ (rig.) | Marcatori | 7’ Dabrowski 21’ Ginczek 72’ Federico 75’ Jong |

## Statistiche

### Statistiche di squadra
| Competizione      | Punti | In casa | In casa | In casa | In casa | In casa | In casa | In trasferta | In trasferta | In trasferta | In trasferta | In trasferta | In trasferta | Totale | Totale | Totale | Totale | Totale | Totale | DR |
| Competizione      | Punti | G       | V       | N       | P       | Gf      | Gs      | G            | V            | N            | P            | Gf           | Gs           | G      | V      | N      | P      | Gf     | Gs     | DR |
| ----------------- | ----- | ------- | ------- | ------- | ------- | ------- | ------- | ------------ | ------------ | ------------ | ------------ | ------------ | ------------ | ------ | ------ | ------ | ------ | ------ | ------ | -- |
| 3. Liga           | 44    | 19      | 10      | 4       | 5       | 45      | 21      | 19           | 2            | 4            | 13           | 18           | 38           | 38     | 12     | 8      | 18     | 63     | 59     | +4 |
| Coppa di Germania | -     | 2       | 1       | 0       | 1       | 4       | 6       | 0            | 0            | 0            | 0            | 0            | 0            | 2      | 1      | 0      | 1      | 4      | 6      | -2 |
| Totale            | 44    | 21      | 11      | 4       | 6       | 49      | 27      | 19           | 2            | 4            | 13           | 18           | 38           | 40     | 13     | 8      | 19     | 67     | 65     | +2 |

### Andamento in campionato
| Giornata  | 1 | 2  | 3 | 4 | 5 | 6 | 7 | 8 | 9 | 10 | 11 | 12 | 13 | 14 | 15 | 16 | 17 | 18 | 19 | 20 | 21 | 22 | 23 | 24 | 25 | 26 | 27 | 28 | 29 | 30 | 31 | 32 | 33 | 34 | 35 | 36 | 37 | 38 |
| --------- | - | -- | - | - | - | - | - | - | - | -- | -- | -- | -- | -- | -- | -- | -- | -- | -- | -- | -- | -- | -- | -- | -- | -- | -- | -- | -- | -- | -- | -- | -- | -- | -- | -- | -- | -- |
| Luogo     | T | C  | T | C | C | T | C | T | C | T  | C  | T  | C  | T  | C  | T  | C  | T  | C  | C  | T  | C  | T  | T  | C  | T  | C  | T  | C  | T  | C  | T  | C  | T  | C  | T  | C  | T  |
| Risultato | N | N  | V | N | V | P | V | V | P | P  | N  | P  | V  | P  | V  | P  | P  | P  | V  | V  | P  | V  | P  | P  | P  | P  | P  | N  | V  | P  | N  | N  | V  | N  | P  | P  | V  | P  |
| Posizione | 8 | 13 | 7 | 9 | 5 | 8 | 5 | 2 | 5 | 10 | 10 | 10 | 9  | 11 | 8  | 11 | 13 | 14 | 11 | 13 | 11 | 9  | 12 | 13 | 13 | 13 | 15 | 15 | 14 | 15 | 14 | 15 | 14 | 14 | 15 | 16 | 15 | 15 |

Legenda:

Luogo: C = Casa; T = Trasferta. Risultato: V = Vittoria; N = Pareggio; P = Sconfitta.

### Statistiche dei giocatori
| Giocatore           | 3. Liga  | 3. Liga | 3. Liga     | 3. Liga    | Coppa di Germania | Coppa di Germania | Coppa di Germania | Coppa di Germania | Totale   | Totale | Totale      | Totale     |
| Giocatore           | Presenze | Reti    | Ammonizioni | Espulsioni | Presenze          | Reti              | Ammonizioni       | Espulsioni        | Presenze | Reti   | Ammonizioni | Espulsioni |
| ------------------- | -------- | ------- | ----------- | ---------- | ----------------- | ----------------- | ----------------- | ----------------- | -------- | ------ | ----------- | ---------- |
| A. Amachaibou       | 20       | 9       | 3           | 0          | 0                 | 0                 | 0                 | 0                 | 20       | 9      | 3           | 0          |
| P. Amrhein          | 2        | 0       | 0           | 0          | 0                 | 0                 | 0                 | 0                 | 2        | 0      | 0           | 0          |
| M. Avdić            | 32       | 7       | 2           | 0          | 2                 | 0                 | 1                 | 0                 | 34       | 7      | 3           | 0          |
| M. Bachl-Staudinger | 0        | 0       | 0           | 0          | 0                 | 0                 | 0                 | 0                 | 0        | 0      | 0           | 0          |
| S. Bigalke          | 35       | 6       | 4           | 0          | 2                 | 1                 | 0                 | 0                 | 37       | 7      | 4           | 0          |
| F. Bittner          | 1        | 0       | 1           | 0          | 0                 | 0                 | 0                 | 0                 | 1        | 0      | 1           | 0          |
| A. Buch             | 2        | 0       | 0           | 0          | 0                 | 0                 | 0                 | 0                 | 2        | 0      | 0           | 0          |
| M. Drum             | 18       | 0       | 4           | 0          | 0                 | 0                 | 0                 | 0                 | 18       | 0      | 4           | 0          |
| J. Haberer          | 3        | 1       | 0           | 0          | 0                 | 0                 | 0                 | 0                 | 3        | 1      | 0           | 0          |
| L. Hasenbeck        | 3        | 0       | 0           | 0          | 1                 | 0                 | 0                 | 0                 | 4        | 0      | 0           | 0          |
| V. Hauswirth        | 0        | 0       | 0           | 0          | 0                 | 0                 | 0                 | 0                 | 0        | 0      | 0           | 0          |
| M. Hefele           | 6        | 1       | 0           | 0          | 0                 | 0                 | 0                 | 0                 | 6        | 1      | 0           | 0          |
| K. Hingerl          | 4        | 0       | 1           | 1          | 0                 | 0                 | 0                 | 0                 | 4        | 0      | 1           | 1          |
| J. Hummels          | 3        | 0       | 0           | 0          | 1                 | 0                 | 0                 | 0                 | 4        | 0      | 0           | 0          |
| V. Kadrijaj         | 1        | 0       | 0           | 0          | 0                 | 0                 | 0                 | 0                 | 1        | 0      | 0           | 0          |
| Ö. Kanca            | 26       | 2       | 0           | 0          | 2                 | 0                 | 1                 | 0                 | 28       | 2      | 1           | 0          |
| M. Krasnic          | 0        | 0       | 0           | 0          | 0                 | 0                 | 0                 | 0                 | 0        | 0      | 0           | 0          |
| E. Krontiris        | 8        | 4       | 0           | 0          | 1                 | 0                 | 0                 | 0                 | 9        | 4      | 0           | 0          |
| M. Luginger         | 0        | 0       | 0           | 0          | 0                 | 0                 | 0                 | 0                 | 0        | 0      | 0           | 0          |
| A. Martin           | 0        | 0       | 0           | 0          | 0                 | 0                 | 0                 | 0                 | 0        | 0      | 0           | 0          |
| M. Minorelli        | 0        | 0       | 0           | 0          | 0                 | 0                 | 0                 | 0                 | 0        | 0      | 0           | 0          |
| K. Müller           | 2        | 0       | 0           | 0          | 0                 | 0                 | 0                 | 0                 | 2        | 0      | 0           | 0          |
| F. Niederlechner    | 35       | 8       | 4           | 0          | 2                 | 0                 | 0                 | 0                 | 37       | 8      | 4           | 0          |
| R. Prokoph          | 8        | 1       | 0           | 0          | 0                 | 0                 | 0                 | 0                 | 8        | 1      | 0           | 0          |
| S. Riederer         | 37       | 0       | 1           | 0          | 2                 | 0                 | 0                 | 0                 | 39       | 0      | 1           | 0          |
| F. Rudy             | 6        | 0       | 0           | 0          | 0                 | 0                 | 0                 | 0                 | 6        | 0      | 0           | 0          |
| D. Sari             | 0        | 0       | 0           | 0          | 0                 | 0                 | 0                 | 0                 | 0        | 0      | 0           | 0          |
| M. Schwabl          | 32       | 0       | 7           | 0          | 2                 | 0                 | 1                 | 0                 | 34       | 0      | 8           | 0          |
| M. Stegmayer        | 35       | 1       | 2           | 0          | 2                 | 0                 | 0                 | 0                 | 37       | 1      | 2           | 0          |
| R. Sternisko        | 20       | 2       | 3           | 0          | 2                 | 1                 | 0                 | 0                 | 22       | 3      | 3           | 0          |
| S. Thee             | 13       | 1       | 0           | 0          | 1                 | 0                 | 0                 | 0                 | 14       | 1      | 0           | 0          |
| Y. Thiel            | 37       | 4       | 3           | 0          | 2                 | 0                 | 0                 | 0                 | 39       | 4      | 3           | 0          |
| M. Tunjić           | 36       | 11      | 0           | 0          | 2                 | 2                 | 0                 | 0                 | 38       | 13     | 0           | 0          |
| M. Vitzthum         | 27       | 0       | 1           | 0          | 1                 | 0                 | 0                 | 0                 | 28       | 0      | 1           | 0          |
| K. Vollmann         | 13       | 1       | 1           | 0          | 0                 | 0                 | 0                 | 0                 | 13       | 1      | 1           | 0          |
| A. Winkler          | 4        | 0       | 0           | 0          | 0                 | 0                 | 0                 | 0                 | 4        | 0      | 0           | 0          |
| S. Wolf             | 0        | 0       | 0           | 0          | 0                 | 0                 | 0                 | 0                 | 0        | 0      | 0           | 0          |
| Y. Yılmaz           | 19       | 1       | 3           | 1          | 1                 | 0                 | 0                 | 0                 | 20       | 1      | 3           | 1          |
| P. Ziegler          | 27       | 2       | 5           | 1          | 2                 | 0                 | 0                 | 0                 | 29       | 2      | 5           | 1          |